# Střet u Staňkova
Střet u Staňkova, Bitva u Staňkova či Bitva u Milevska byla menším válečným střetem mezi císařskými oddíly uherské jízdy plukovníka Emericha Dessewla a jednotkami francouzské armády během tzv. Druhé slezské války v rámci válek o rakouské dědictví. Odehrála se 3. října 1744 v okolí dvora Staňkov u vsi Sepekov nedaleko Milevska v jižních Čechách při útoku uherských husarů, který byl Francouzi odražen. 

## Před bitvou
Krátce po nástupu císařovny Marie Terezie na trůn roku 1740 řada evropských států odmítla uznat její legitimitu, čímž se rozhořely války o rakouské dědictví. Na české frontě došlo roku 1741 k vpádu vojsk Bavorska, Saska a Francie, pruských spojenců, do Čech a okupaci Prahy. Rakušané byli v květnu 1742 poraženi Prusy v bitvě u Chotusic nedaleko Kutné Hory a následně na základě Vratislavského míru postoupili Slezsko Prusku. Armáda Karla Alexandra Lotrinského pak pronásledovala francouzskou armádu až k Porýní.
Nepřítomnosti armády v Čechách využil roku 1744 Fridrich II. V červnu uzavřel novou spojeneckou smlouvu s Francií a v srpnu vpadl s osmdesátitisícovou armádou znovu do Čech. Poměrně rychle obsadil podstatnou část země, 15. září kapitulovala Praha, a Prusové postupovali dále do jižních Čech s cílem dosáhnout hranic Rakouska. V reakci na zoufalou situaci v Čechách podpořila rakouské síly uherská armáda generála Nadáczsyho, včetně mužů proslulého barona Františka Trencka, která se v září 1744 začala přesouvat do jižních Čech. Rovněž sem v té době přicházela padesátitisícová armáda Karla Lotrinského s přislíbem brzkého příchodu dalších posil. S narůstající přesilou a rostoucími obtížemi se zásobováním se Fridrich II. rozhodl se svou armádou stáhnout zpět na sever.    

## Průběh střetnutí

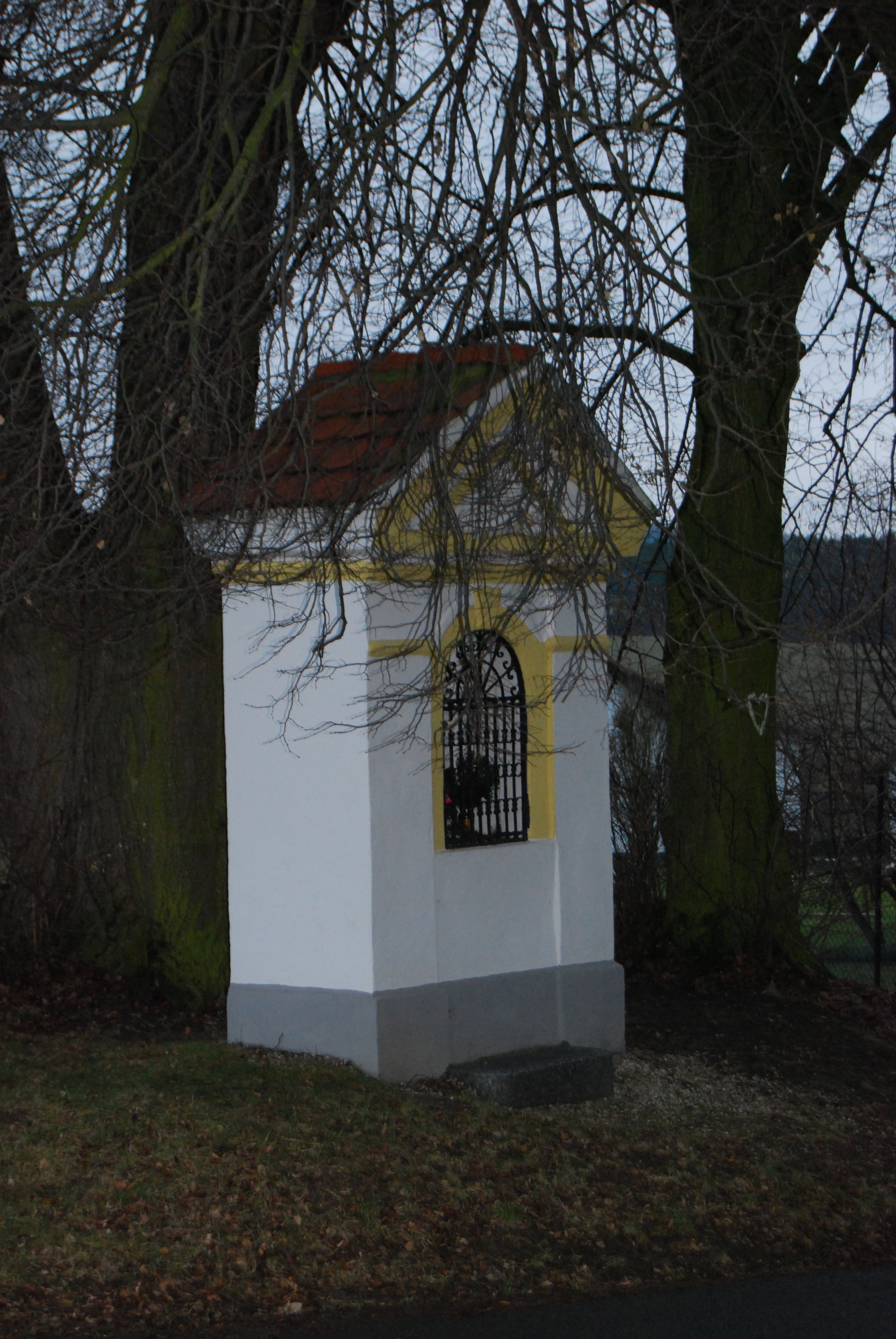
Kaplička Panny Marie Sepekovské v Sepekově

V neděli 3. října 1744 došlo k útoku uherské jízdy na pozice francouzského vojska nedaleko hospodářského dvora Staňkov u Sepekova, asi tři kilometry jihovýchodně od Milevska, na jedné z francouzských zásobovacích tras. Oddíl plukovníka Emericha Dessewla vykonal rychlý jízdní útok, posléze však málem upadl do léčky Francouzů, kteří se pokusili jeho obklíčení jeho mužů. Uherským husarům se však podařilo ze sevření probojovat a s Dessewlem v čele ustoupili do svých původních pozic. 
Obě strany mohly během střetu přijít až o několik desítek mužů. Padlí byli pohřbeni nedaleko kapličky v Sepekově. 

## Hodnocení bitvy
V jižních Čechách působili uherští jezdci ve vícero střetech: během října baron Trenck velel úspěšnému dobytí Týna nad Vltavou, kde obsadil zdejší most, Hluboké nad Vltavou a Českých Budějovic. V dalších týdnech zároveň došlo k dalším menším srážkám uherských husarů s Prusy, například u Staňkova nedaleko Milevska. Ztráta týnského mostu značně zkomplikovala pruské ústupové operace a vojsko se bez možnosti celistvě překročit Vltavu vydalo na ústup směrem do jihozápadních a západních Čech. V prosinci pak dorazila do Čech armáda Karla Lotrinského a Prusy odsud vyhnala. Války o rakouské dědictví pak pokračovaly, vesměs již mimo území Čech, až do roku 1748. 

## Památky bitvy
Na místě bitvy u Staňkova byla vybudována zděná boží muka zasvěcená Panně Marii Sepekovské. Ta se měla dle pověsti zjevit plukovníku Dessewlovi a pomoci jeho vojákům uniknout z bojové léčky.
Na místě pohřbení obětí bitvy v Sepekově vznikla rovněž malá kaplička. 